# ابن قديد
الإِمَامُ المُحَدِّثُ الثِّقَةُ المُسْنِدُ، أبي القَاسِمِ عَلِيُّ بنُ الحَسَنِ بنِ خَلَفِ بنِ قُدَيْدٍ المِصْرِيُّ (229 هـ - 312 هـ) المعروف بابنُ قُدَيْد.

## سيرته
سمع من: محمد بن رمح بن المهاجر التجيبي المصري "أبي عبد الله"، وأبي حفص حرملة بن يحيى بن عبد الله التجيبي، وطبقتهما.
حدث عنه: عبد الرحمن بن أحمد بن يونس بن عبد الأعلى الصدفي أبي سعيد "ابن يونس الصدفي"، وأبي عدي عبد العزيز بن علي بن أحمد المصري "ابن الإمام عبد العزيز"، وأبي بكر بن المقرئ، وخلقٌ كثيرٌ.
مات في سنة اثنتي عشرة وثلاث مائة، وله ثلاث وثمانون سنة.